# Cressy-Omencourt
Cressy-Omencourt és un municipi francès situat al departament del Somme i a la regió dels Alts de França. L'any 2007 tenia 101 habitants.

## Demografia

### Població

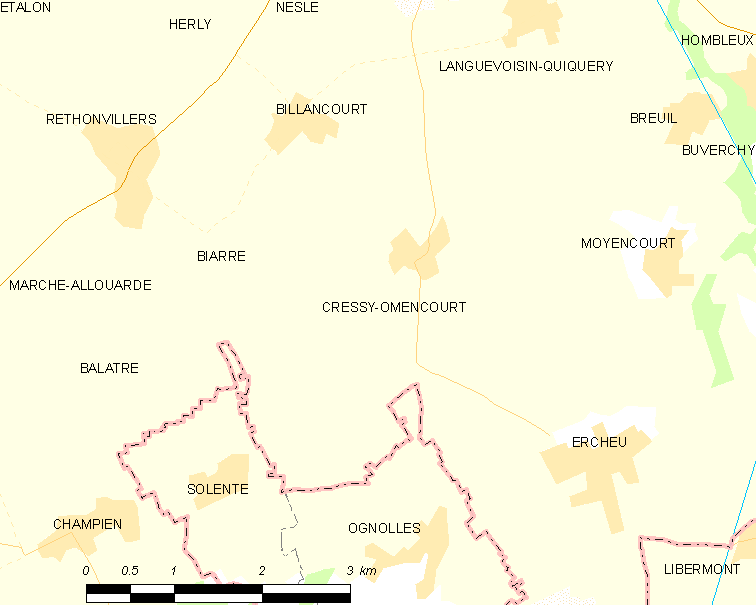

El 2007 la població de fet de Cressy-Omencourt era de 101 persones. Hi havia 44 famílies de les quals 12 eren unipersonals (12 dones vivint soles i 12 dones vivint soles), 8 parelles sense fills, 12 parelles amb fills i 12 famílies monoparentals amb fills.
La població ha evolucionat segons el següent gràfic:
Habitants censats

### Habitatges

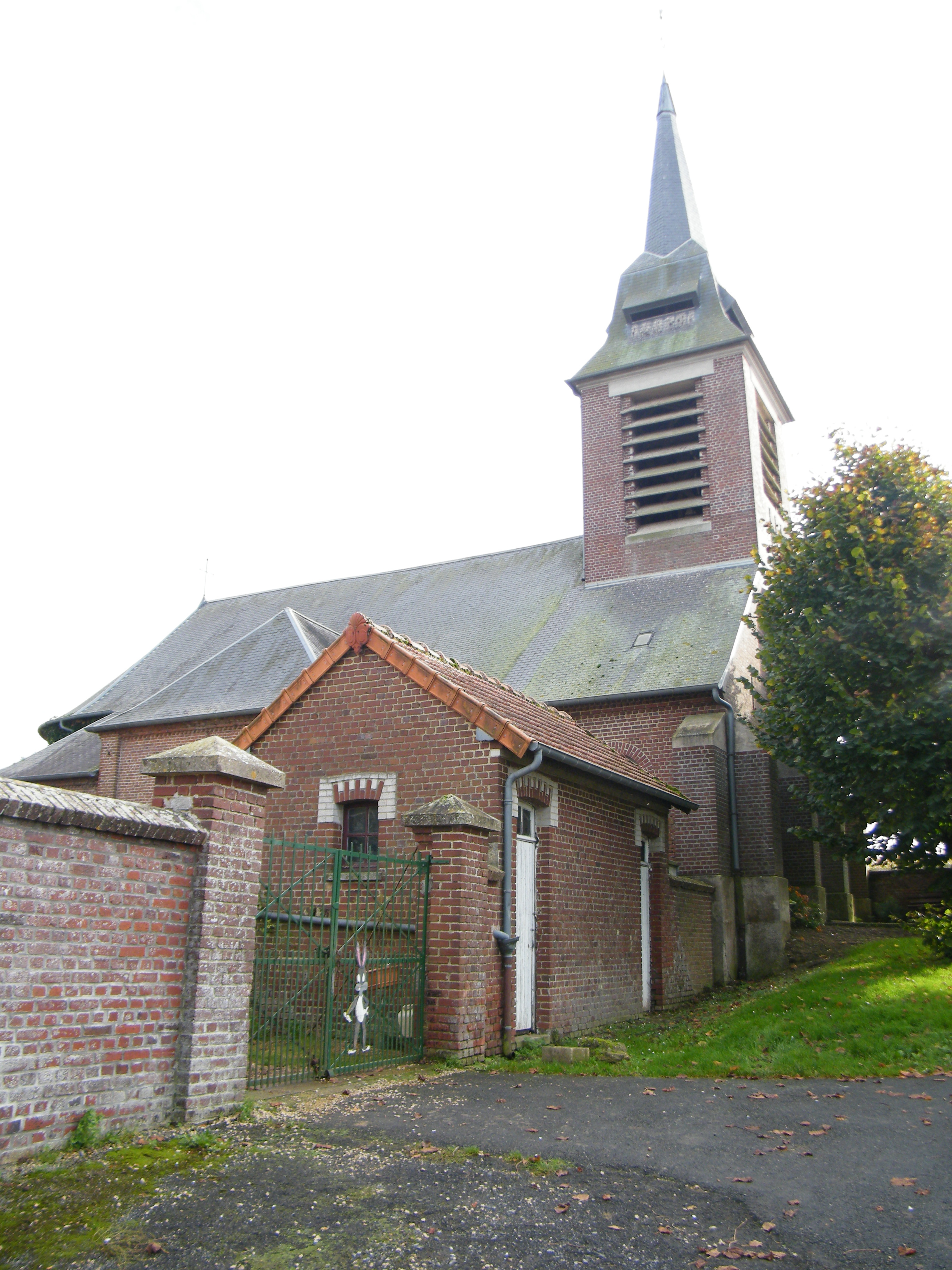

El 2007 hi havia 53 habitatges, 41 eren l'habitatge principal de la família, 4 eren segones residències i 8 estaven desocupats. 50 eren cases i 2 eren apartaments. Dels 41 habitatges principals, 33 estaven ocupats pels seus propietaris, 7 estaven llogats i ocupats pels llogaters i 1 estava cedit a títol gratuït; 5 tenien dues cambres, 3 en tenien tres, 13 en tenien quatre i 20 en tenien cinc o més. 31 habitatges disposaven pel capbaix d'una plaça de pàrquing. A 25 habitatges hi havia un automòbil i a 14 n'hi havia dos o més.

### Piràmide de població

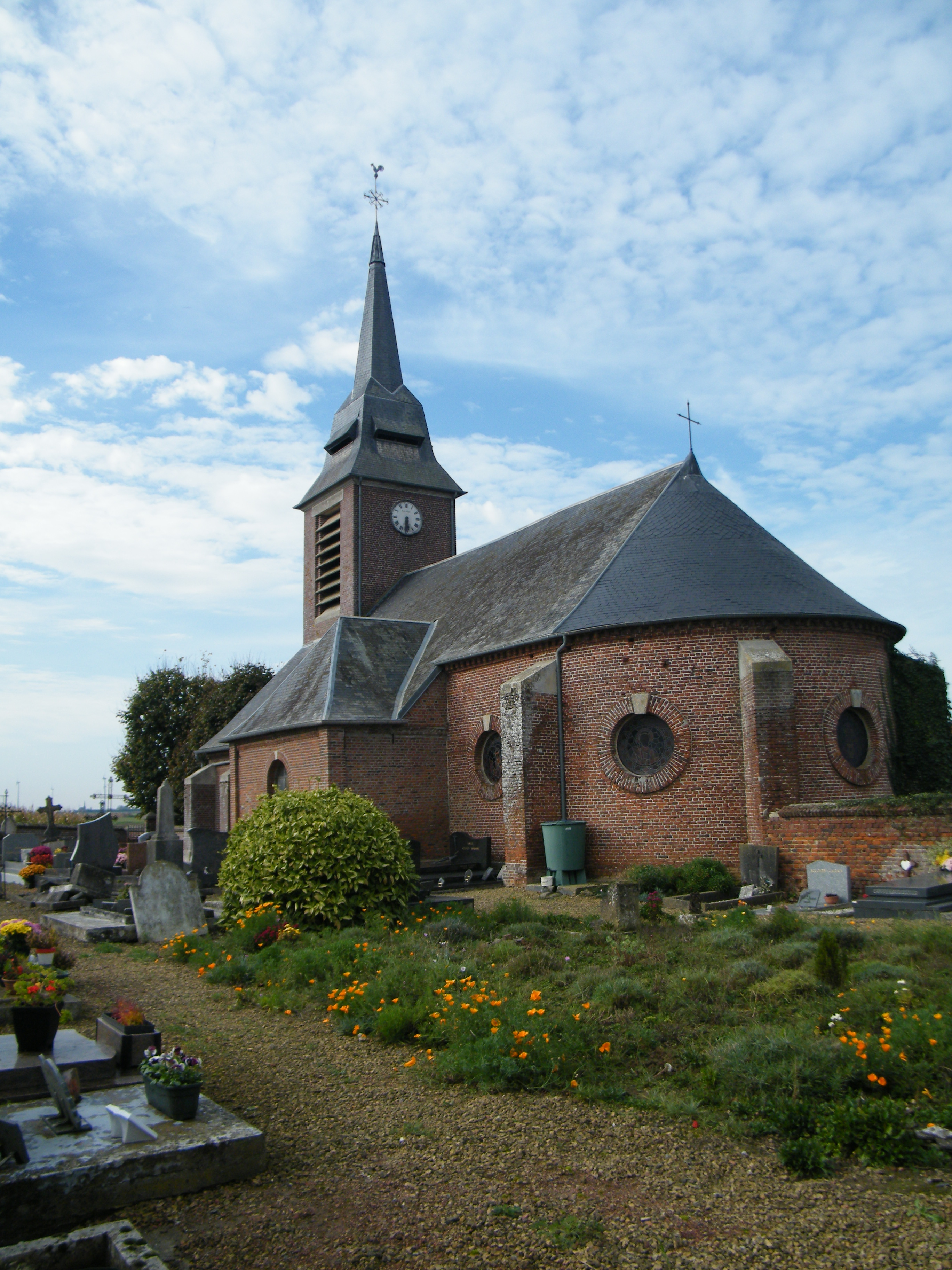

La piràmide de població per edats i sexe el 2009 era:
| Homes | Edats   | Dones |
| ----- | ------- | ----- |
| 0     | 95 o +  | 0     |
| 0     | 90 a 94 | 0     |
| 0     | 85 a 89 | 0     |
| 0     | 80 a 84 | 0     |
| 4     | 75 a 79 | 4     |
| 0     | 70 a 74 | 4     |
| 0     | 65 a 69 | 4     |
| 8     | 60 a 64 | 4     |
| 4     | 55 a 59 | 0     |
| 4     | 50 a 54 | 4     |
| 8     | 45 a 49 | 8     |
| 4     | 40 a 44 | 4     |
| 4     | 35 a 39 | 0     |
| 4     | 30 a 34 | 4     |
| 0     | 25 a 29 | 0     |
| 0     | 20 a 24 | 0     |
| 4     | 15 a 19 | 0     |
| 8     | 10 a 14 | 4     |
| 4     | 5 a 9   | 0     |
| 0     | 0 a 4   | 0     |

## Economia

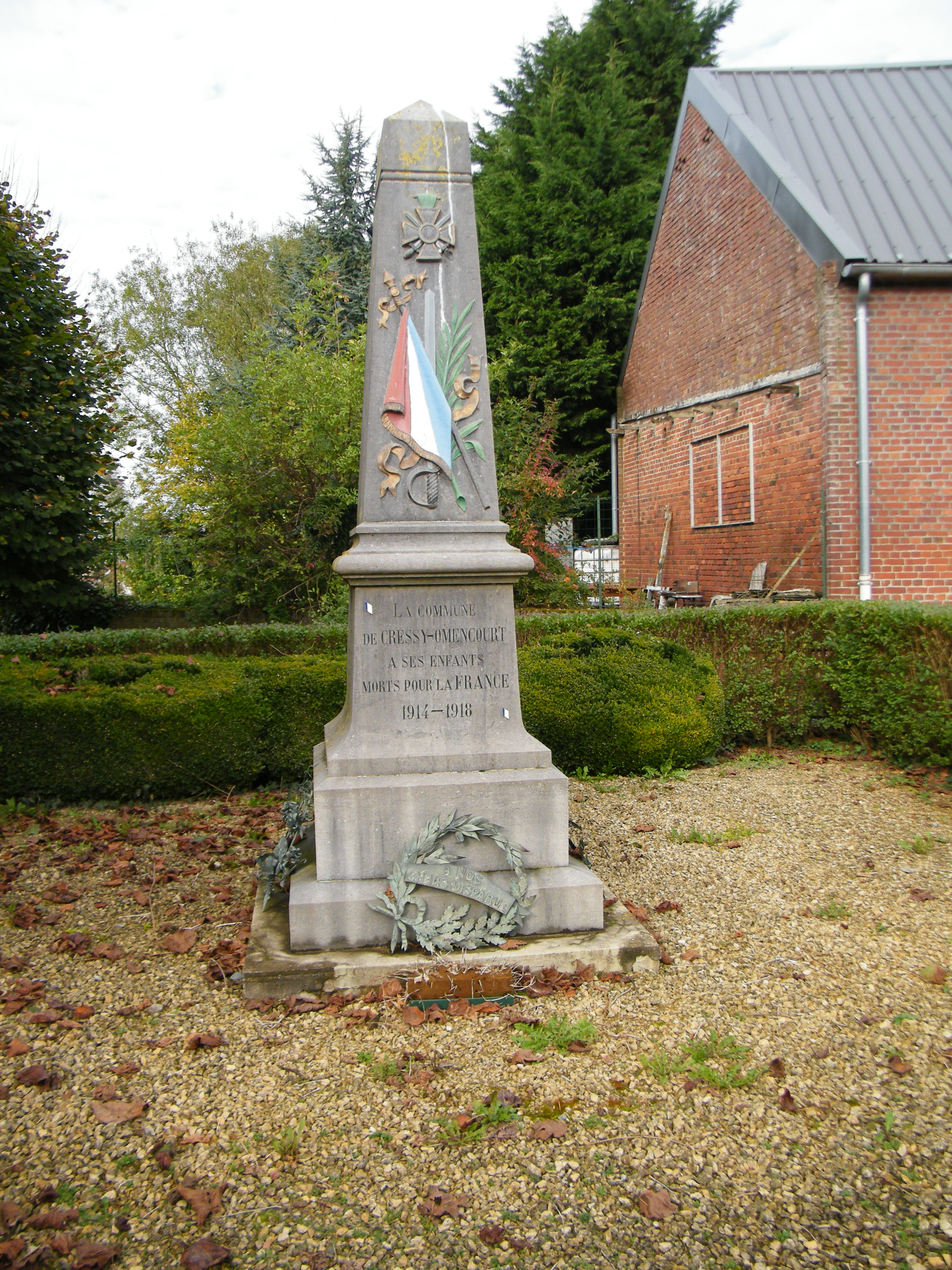

El 2007 la població en edat de treballar era de 65 persones, 44 eren actives i 21 eren inactives. De les 44 persones actives 41 estaven ocupades (24 homes i 17 dones) i 3 estaven aturades (1 home i 2 dones). De les 21 persones inactives 8 estaven jubilades, 5 estaven estudiant i 8 estaven classificades com a «altres inactius».
Activitats econòmiques
Dels 3 establiments que hi havia el 2007, 1 era d'una empresa de transport, 1 d'una empresa de serveis i 1 d'una empresa classificada com a «altres activitats de serveis».

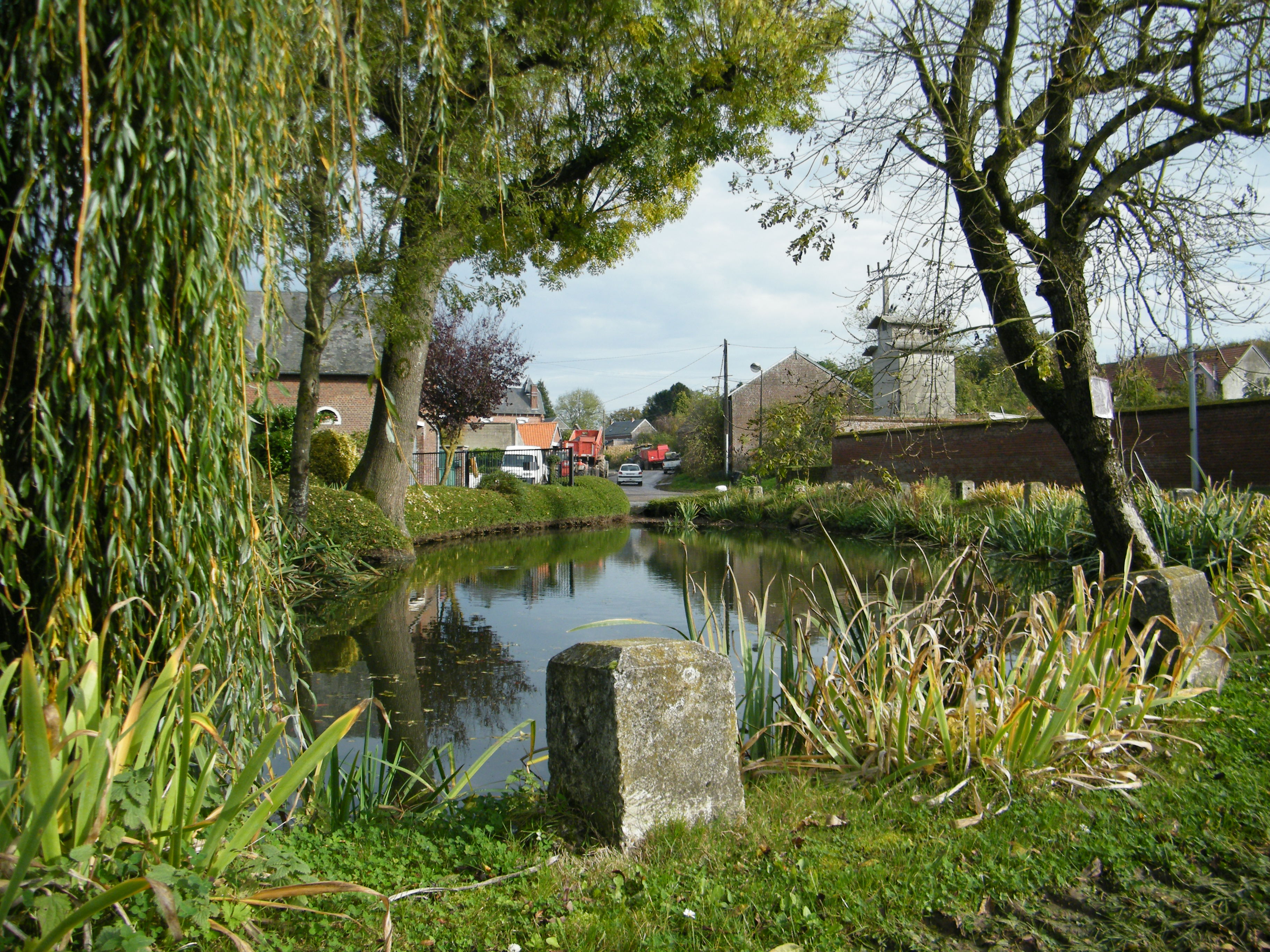

L'any 2000 a Cressy-Omencourt hi havia 8 explotacions agrícoles que ocupaven un total de 704 hectàrees.

## Poblacions més properes

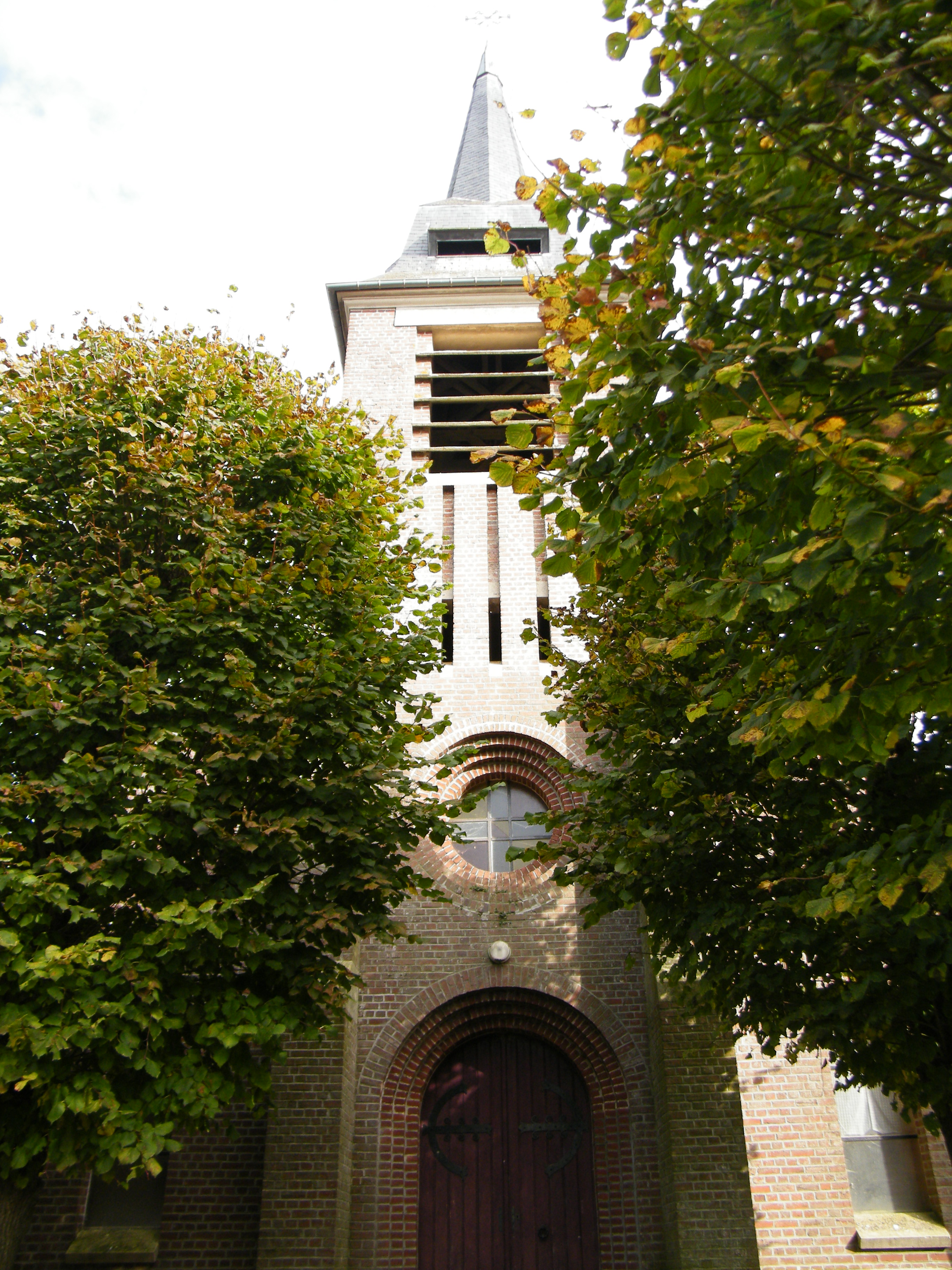

El següent diagrama mostra les poblacions més properes.